# Jean Louis de La Bourdonnaye
Pour les autres membres de la famille, voir famille de La Bourdonnaye.
Jean Louis de La Bourdonnaye de Coëtion, né le 25 février 1667 à Rennes et décédé le 22 février 1745 à Brest, fut un évêque français de Léon.

## Biographie
Jean Louis de La Bourdonnaye est le fils de Louis de la Bourdonnaye de Coëtion (1627-1699) et de Louise le Tresle (1631-1703). Docteur en théologie de la Faculté de Paris, il est tout d'abord pourvu chanoine de la cathédrale de Vannes par l’évêque le 5 avril 1687, il résigne à la cour de Rome le 18 avril 1694 pour devenir grand vicaire général du diocèse de Nantes où il soutient les Oratoriens contre les Jésuites.
Il est finalement nommé évêque de Léon, par Louis XIV, le 21 octobre 1701 et sacré le 23 avril 1702.
Une fois encore il se heurte aux Jésuites. Il publie en 1706 un corps de statuts synodaux.
Il fait construire à Saint-Pol-de-Léon un nouvel évêché en 1706 (aile est de l'actuel hôtel de ville), en remplacement d'un précédent bâtiment qui avait été incendié, et fonde en 1708 le grand séminaire de la ville.
Il participe aux Assemblées générales du clergé lors des sessions de 1710, 1711 et 1730. Il sera inhumé dans la chapelle du couvent de la communauté des Filles du Sacré-Cœur-de-Jésus de Brest dont il était le bienfaiteur.

## Sources et bibliographie
- (en) catholic-hierarchy.org Bishop:Jean-Louis de La Bourdonnaye